# Инсбрукски фестивал на старинната музика
Инсбрукският фестивал на старинната музика (на немски: Innsbrucker Festwochen der Alten Musik – Инсбрукски празнични седмици на старинната музика) е международен музикален фестивал в Инсбрук, Австрия, провеждан ежегодно от 1976 година.
Централното място за представленията е замъкът-музей Амбрас (Schloss Ambras) – комплекс от сгради предимно от XVI век. Концерти се устройват също в дворцовия ансамбъл Хофбург – тиролската резиденция на Хабсбургите, в Тиролската консерватория, в Тиролския театър, на двора на Богословския факултет на Инсбрукския университет, в 3 църкви и на други места в града и предградията му.
Тематическите програми на фестивала се основават на музиката на Средновековието, Ренесанса, барока и класицизма. Най-мащабните представления са концертните постановки (реконструкции) на барокови опери.
Във фестивала са участвали водещи представители на автентичното изпълнителство, среди които са музикантите Джон Елиът Гардинър, Алесандро де Марки (Alessandro De Marchi, художествен ръководител на фестивала от 2010 г.), Жорди Савал, Рене Якобс (художествен ръководител на фестивала през 1997 – 2009 г.) и др.
Участвали са също известни ансамбли и оркестри: „Лирически дарования“ (Les Talens Lyriques) от Франция, „Вокален колегиум Гент“ (Collegium Vocale Gent) от Белгия, „Хармонична градина“ (Il Giardino armonico) от Италия, Фрайбургски бароков оркестър (Freiburger Barockorchester) от Германия и др.
В рамките на фестивала от 2010 г. ежегодно се провежда Конкурс на бароковия вокал „Антонио Чести“, в който участват млади певци и певици от целия свят.